# فريدريش لودفيش فون رونه
فريدريش لودفيش فون رونه (بالألمانية: Friedrich Ludwig von Rönne) (27 نوفمبر 1798 – 7 أبريل 1865 في برلين) كان سياسي بروسي ألماني.
كان قانونيا وسياسيا بروسيا عين سفيرا إلى الولايات المتحدة الأمريكية.